# Ewald von der Osten

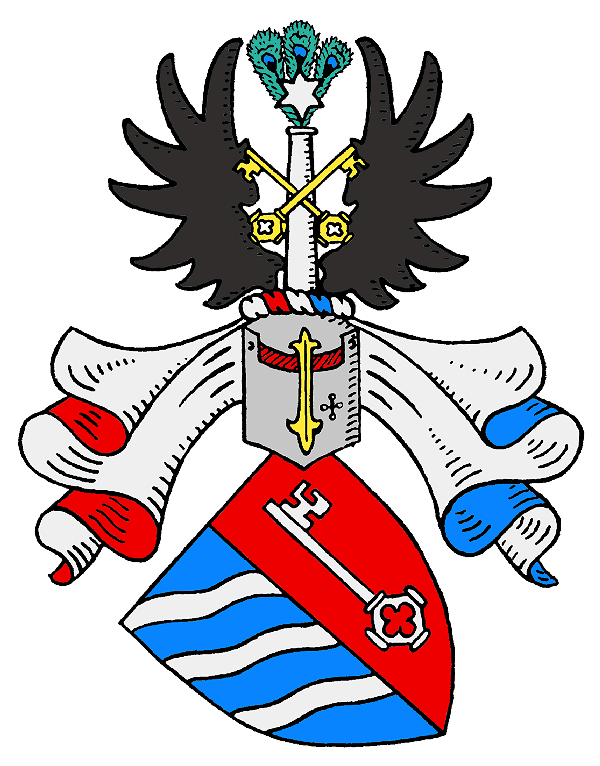
Stammwappen derer von der Osten

Ewald von der Osten (* 1445; † 20. August 1533) war einer der letzten pommerschen Ritter und fürstlicher Landrat zu Greifenberg.

## Leben

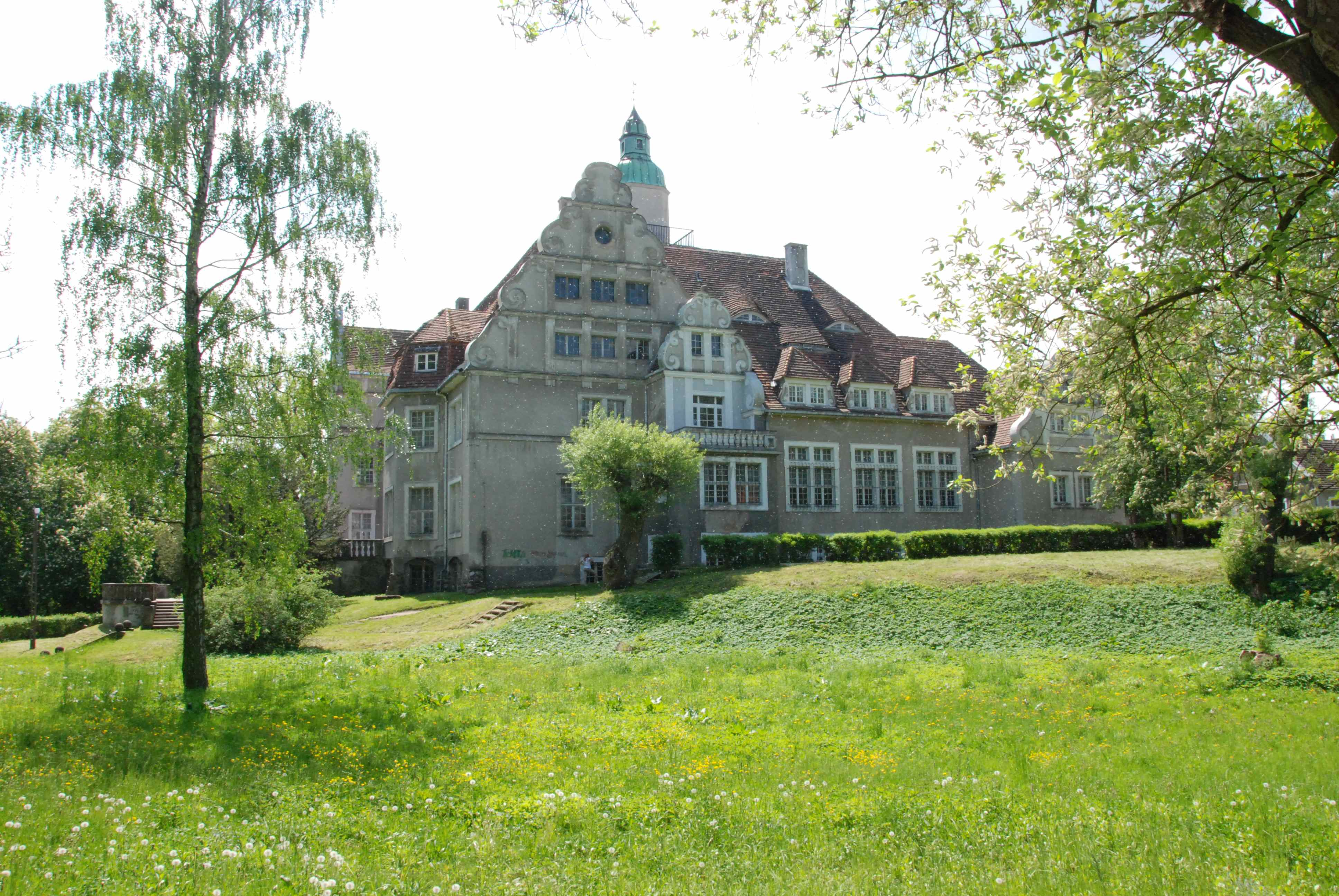
Schloss der Familie von der Osten in Plathe (erbaut ab 1606)

Ewald von der Osten entstammte dem in Hinterpommern ansässigen Adelsgeschlecht von der Osten. Seine Eltern waren der Ritter und Heerführer Dinnies von der Osten (1414–1477) und dessen erste Ehefrau Anna Armigard Bella von Brüsewitz (* um 1420; † um 1469), die letzte ihres Geschlechts. Ihre Eltern waren Heinrich von Brüsewitz, Herr auf Greifenberg, und Armgard von Plessen.
Ewald von der Osten war Schloss- und Burggesessen auf Plathe, Woldenburg und Schildberg. Als Geheimer Rat des Herzogs Bogislaw X. von Pommern unternahm er mit selbigem vom 16. Dezember 1496 bis zum 11. April 1498 eine Wallfahrt nach Jerusalem. Am 25. August 1497 wurde der Herzog durch Bruder Johannes von Preußen zum Ritter des Heiligen Grabes geschlagen. Ewald von der Osten erhielt den Ritterschlag daraufhin vom Herzog selbst. Er gehörte damit neben Cord von Krakewitz, Otto von Wedel und Curd von Flemming zu den letzten Rittern in Pommern.
Zuletzt war Ewald von der Osten fürstlich pommerscher Landrat und Vogt zu Greifenberg. Ein Schwager war der Raubritter Bernd von Maltzan (Der böse Bernd).

## Familie
Ewald von der Osten vermählte sich mit Sophie von Maltzahn a.d.H. Penzlin (* 1450; † um 1530), einer Tochter des Erblandmarschalls Achim von Maltzahn (1427–1473) und der Margaretha von Voss sowie Stieftochter von Agnes Gans Edle Herrin zu Putlitz. Die beiden bekamen folgende Kinder:
1. Anna von der Osten († 1584), ⚭ Jakob von Kleist († etwa 1547), bischöflicher Rat, Herr auf Vietzow, Poberow und Bublitz
2. Anna Elisabeth von der Osten († 1567), ⚭ I Curd von Flemming († 1518), herzoglicher Rat, Landvogt von Greifenberg und Landmarschall; ⚭ II Peter von Stojentin († nach 1590), Herr auf Anteil an Stojentin, Gohren, Czemmin etc., in Bütow durch ein Mitglied der Familie von Puttkamer auf Darsin bei der Hochzeit von Christian von Weyher ermordet
3. Philipp von der Osten († 1541), Herr auf Woldenburg und Jakobsdorf, ⚭ Agnes von Arnim a.d.H. Murow
4. Joachim von der Osten († 1567), fürstlich pommerscher Landrat und Herr auf Plathe, Woldenburg etc., ⚭ I Anna von Massow a.d.H. Woblanse, ⚭ II Marie von Glasenapp a.d.H. Gramenz (* 1508)
5. Dinnies von der Osten (1504–1558), Herr auf Plathe, Woldenburg, Witzmitz etc., herzoglich pommerscher Rat, ⚭ Dorothea von Steinwehr aus Hohenselchow (1521–1597)
6. Barbara von der Osten, ⚭ Melchior von Wedel, Herr auf Sassenburg
7. Christine von der Osten (* etwa 1495), ⚭ I Curdt von Wedel († 1552), Herr auf Cremzow und Landrat, ⚭ II Anna von Borcke a.d.H. Regenwalde († 1573) (Eltern des Lupold von Wedel)
8. Katharina Barbara von der Osten, ⚭ Joachim von Dewitz († um 1519)

Aus Sophie von der Ostens erster Ehe mit Johann von Lehsten († 1511), Herr auf Wardow und Gottin, stammen folgende Kinder:
1. Bernd von Lehsten († 1561), ⚭ Katharina von Levetzow
2. Margarethe von Lehsten, ⚭ Balthasar von Gentzkow, Herr auf Dewitz, Sadelkow und Golm